# Eunectes akayima
Eunectes akayima je druh anakondy (Eunectes) z čeledi hroznýšovití (Boidae), který žije v severní části Jižní Ameriky. Tento druh byl popsán teprve v roce 2024 mezinárodní skupinou vědců. Hlavní rozdíl mezi tímto kryptickým druhem a příbuznou a podobnou anakondou velkou byl 5,5% rozdíl v jejich mitochondriální DNA.

## Popis
Anakonda Eunectes akayima (akayima v jazycích místních znamená „velký had“) je jeden z největších hadů planety, největší naměřený jedinec byl dlouhý 6,3 metru.

## Stav ohrožení
Míra ohrožení druhu Eunectes akayima není známa. Anakonda velká byla původně Mezinárodním svazem ochrany přírody vyhodnocena jako málo dotčený druh, neboť obývá rozsáhlé území. Chybějící znalosti o rozložení populací obou druhů však komplikují stanovení skutečného stavu ohrožení. Severněji žijící Eunectes akayima je kvůli výrazně menšímu rozsahu považována za více zranitelný druh.